# ساریشکا
ساریشکا (انگلیسی: Saryshka) یک شهرک در شهرستان بلورتسکی باشقیرستان کشور روسیه است.